# Kamień Pomorski Port
Kamień Pomorski Port - dawny kolejowy przystanek osobowy i ładownia w Kamieniu Pomorskim, w województwie zachodniopomorskim, w Polsce. 